# Danis Zaripov
Danis Zinnurovitj Zaripov (ryska: Данис Зиннурович Зарипов), född 26 mars 1981 i Tjeljabinsk, är en rysk professionell ishockeyspelare som spelar för Metallurg Magnitogorsk i KHL.
Zaripov har representerat Rysslands landslag i ett OS, 2010, och i sex VM: 2006, 2007, 2008, 2009, 2011 och 2014 där han totalt lyckats ta tre guld.

## Klubbar
- Mechel Tjeljabinsk Moderklubb–1998, 1999–2001
- Swift Current Broncos 1998–1999
- Ak Bars Kazan 2001–2013
- Metallurg Magnitogorsk 2013–